# Bismutoxide
Bismutoxide sind die Oxide des Elements Bismut. Dazu gehören einerseits reine Oxide, die nur aus Bismut und Sauerstoff bestehen, vor allem das Bismut(III)-oxid, andererseits aber Mischverbindungen, die neben dem Oxid auch noch andere Anionen enthalten.

## Vertreter und Eigenschaften
Das wichtigste reine Oxid des Bismuts ist das Bismut(III)-oxid (Bi2O3), daneben existieren aber auch noch das Bismut(IV)-oxid (Bi2O4) und das Bismut(V)-oxid (Bi2O5). Bismut(III)-oxid ist schlecht wasserlöslich, besser in starken Mineralsäuren und konzentrierten Laugen. Die höheren Oxide sind starke Oxidationsmittel. Daneben gibt es auch noch gemischte Verbindungen Zusammensetzung BiOX. Das Bismutchloridoxid (BiOCl), das Bismutbromidoxid (BiOBr) und das Bismutoxidnitrat sind weiße Pulver. Das Bismutiodidoxid ist dagegen ziegelrot.

## Vorkommen

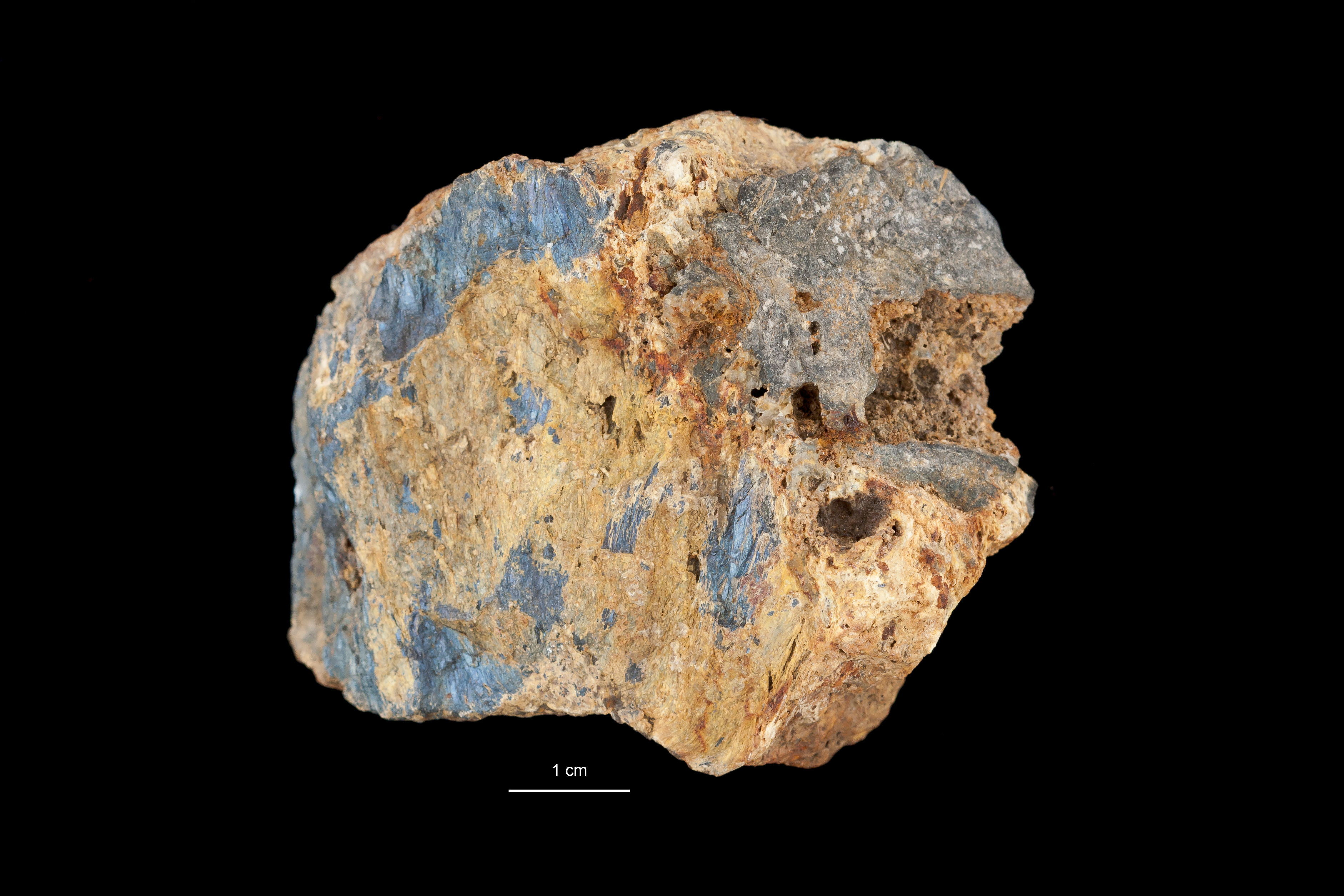
Bismit

Bismut kommt überwiegend gediegen oder als Bismut(III)-sulfid (Bismuthinit) vor, aber auch in Form verschiedener oxidischer Minerale. Dazu gehören der Bismit (Bismut(III)-oxid), der Bismut-Ocker (Bismut(III)-oxid-Trihydrat) und der Bismutit Bi2O2(CO3). Bismutchloridoxid kommt in Form des seltenen Minerals Bismoclit vor. Ebenfalls selten kommt Bismutfluoridoxid als Mineral Zavaritskit vor. Daneben kommen mehrere Minerale mit der Zusammensetzung Bi2O(OH)(XO4) vor. Dazu gehören der Atelestit mit X = Arsen, der Hechtsbergit mit X = Vanadium und der Smrkovecit mit X = Phosphor.

## Herstellung
Bismut(III)-oxid kann durch Oxidation von elementarem Bismut bei 750-800 °C gewonnen werden. Bismut(V)-oxid kann durch Weiteroxidation von Bismut(III)-oxid in Suspension mittels Chlor, Brom oder Wasserstoffperoxid gewonnen werden.
Bismutchloridoxid kann hergestellt werden, indem Bismut(III)-oxid in Salzsäure aufgelöst wird. Bei der Verdünnung der Lösung fällt das Produkt aus. Analog kann auch Bismutbromidoxid durch Auflösen von Bismut(III)-oxid in Bromwasserstoffsäure und Verdünnung hergestellt werden.

## Verwendung
Bismut(III)-oxid eignet sich als Ersatz für Bleioxid in der Glasherstellung. Es wird außerdem in Feuerwerk für Knistereffekte verwendet. Bismutchloridoxid wird als perlweißes Pigment in Kosmetika verwendet. Verschiedene Bismut-Verbindungen wie Bismutsubsalicylat werden medizinisch verwendet, beispielsweise für die Eradikationstherapie bei Infektionen mit Heliobacter pylori. Im Magen bildet sich durch Reaktion mit Magensäure aus diesen Verbindungen Bismutchloridoxid.